# Coussarea dulcifolia
Coussarea dulcifolia là một loài thực vật có hoa trong họ Thiến thảo. Loài này được D.A.Neill, Cerón & C.M.Taylor mô tả khoa học đầu tiên năm 1999.